# Жан-Ришар Блок
Жан-Ришар Блок (на френски: Jean-Richard Bloch) (25 май 1884 - Париж - 15 март 1947 - Париж) е френски писател и драматург. Член на Френската комунистическа партия от 1921 г. Борец срещу фашизма. В творчеството си отразява дълбоките социални конфликти в буржоазното общество и борбата на пролетариата. С Ромен Ролан през 1923 г. основават прогресивното списание „Европа“, а с Луи Арагон през 1937 г. - антифашисткия ежедневник „Сьо Соар“. През 1941 г. емигрира в СССР, става френски коментатор на радио Москва.

## Романи
- „... и съдружие“ – 1917 г.
- „Сибила“ - 1932 г.
- „Обиск в Париж“ - 1942 г.
- „Тулон“ - 1944 г.

Носител е на Златен медал на мира през 1950 г. (посмъртно).